# Дозорщик-император

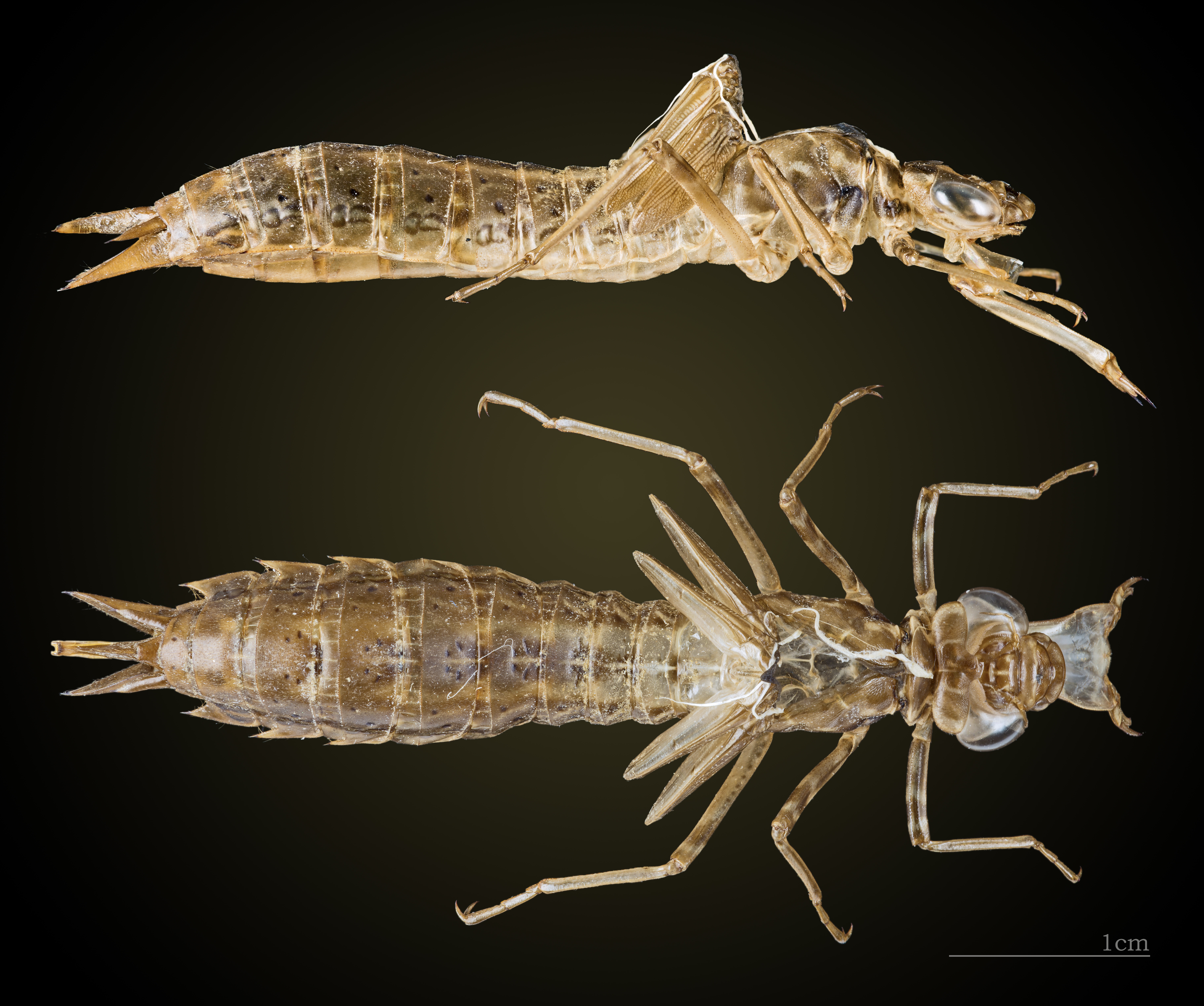
Экзувий

Дозорщик-император, или дозорщик-повелитель (лат. Anax imperator) — стрекоза из семейства коромысловых (Aeshnidae). Одна из самых крупных стрекоз России. Во втором издании Красной книги РФ присвоена категория 5 (восстанавливающийся вид).

## Описание

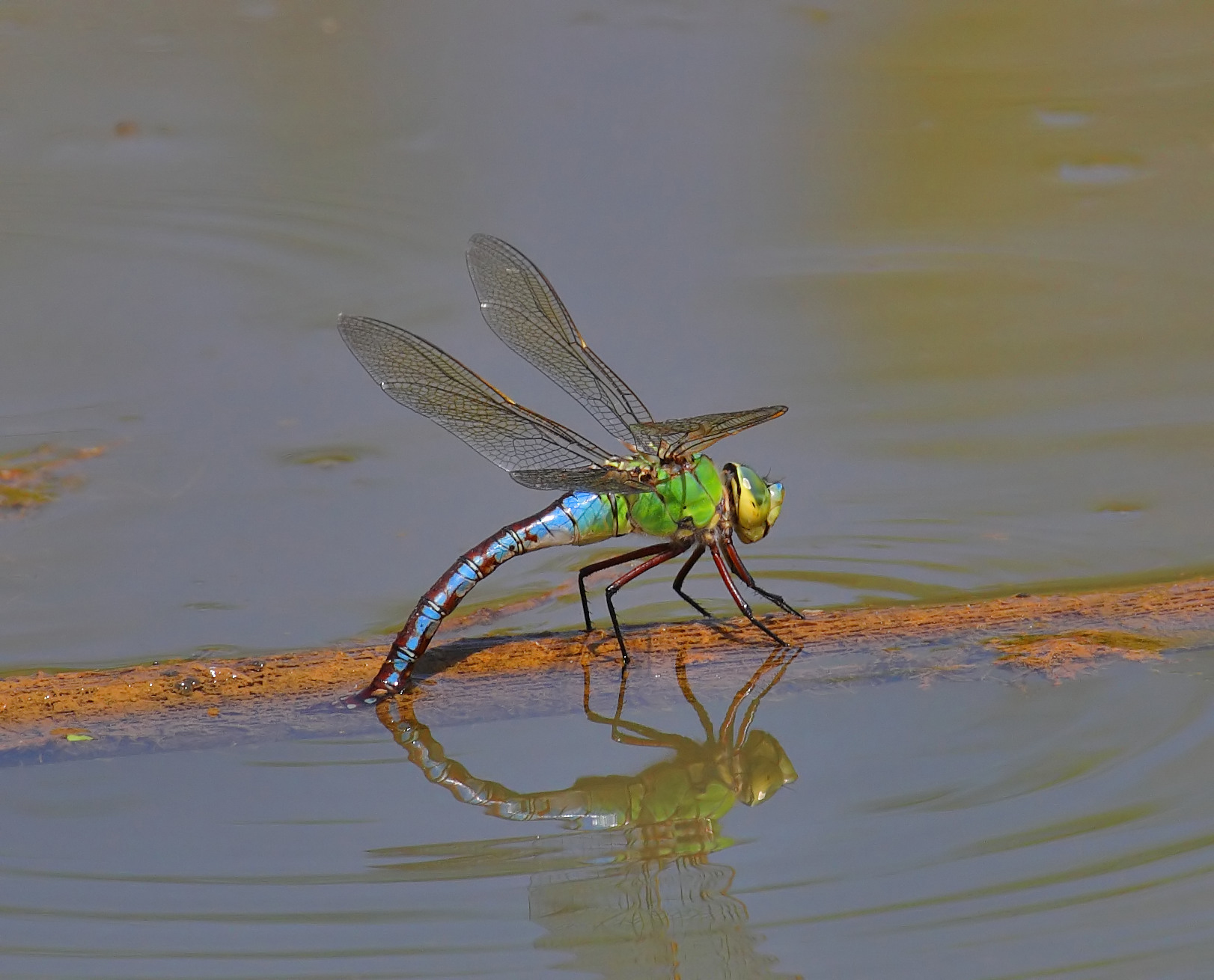
Самка откладывает яйца

Грудь зелёная, с широкими чёрными полосами на швах. Крылья прозрачные, длиной 5 см. Крыловая пластинка контрастной серо-белой окраски. Ноги с длинными шипами, из которых в полёте складывается «корзиночка» для ловли насекомых. Брюшко у взрослого самца голубое, у самки зелёное или голубовато-зелёное, со сплошной чёрной зазубренной продольной полосой на спинной стороне. Глаза крупные, сине-зелёной окраски.

## Распространение
Вид имеет необычно широкий ареал, пересекающий почти все природные зоны Земли от Скандинавского полуострова до Южной Африки, но на большинстве территорий в пределах ареала его распространение довольно локально. В России ареал ограничен лишь южной половиной Европейской части. Северная граница ареала проходит по линии Псковское озеро — Рыбинское водохранилище — Куйбышевское водохранилище — исток реки Тобол, Озеро Шлино-Тверская область.. Возможно, что севернее широты Москвы вид известен по залётам, и в норме там не обитает. Распространение в пределах российской части ареала мозаичное, с чёткой тенденцией к усилению локализации местообитаний в направлении с юго-запада на северо-восток.

## Биология
Дозорщик-император обитает на водоёмах, как в открытых, так и в закрытых лесных ландшафтах. Личинки развиваются в стоячих и слабопроточных водоёмах, по образу жизни зарослевые хищники-засадники. Спектр питания личинок очень широк и включает практически всех мелких водных животных от ветвистоусых рачков до головастиков и мальков рыб. Развитие продолжается 1—2 года в зависимости от светового и температурного режимов конкретного водоёма, а также от доступности пищи. Линька на взрослую стадию на юге России проходит в конце мая, у северных пределов распространения в середине июня. Лёт имаго продолжается до середины августа. Взрослые стрекозы — активные хищники, преследующие добычу в воздухе. Кормятся самыми разнообразными летающими насекомыми, но основу рациона обычно составляют комары. В биотопическом распределении самцов и самок существуют большие различия: первые в большей степени концентрируются у водоёмов, вторые рассеиваются на значительных пространствах, предпочитая опушки лесов, кустарниковые заросли, лесополосы. В период размножения самцам свойственно территориальное поведение — патрульные полёты в пределах индивидуального участка, на котором происходит спаривание и откладка яиц.

## Лимитирующие факторы

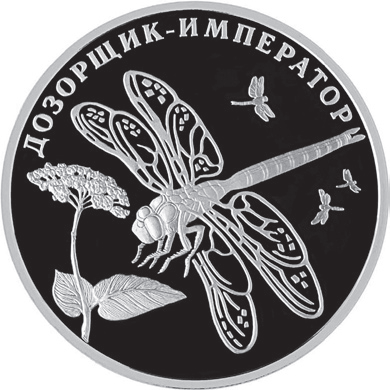
Дозорщик-император. Монета Банка России — Серия: «Красная книга», серебро, 2 рубля, 2008 год

В Западной Европе и северной Африке численность местами высокая. В России численность устойчиво сокращается. Наибольшие показатели обилия отмечены на Северном Кавказе, в Ставропольском и Краснодарском краях. На пойменных озёрах в равнинной части Кабардино-Балкарии плотность популяций личинок может достигать 16 экз./м2. Численность взрослых стрекоз вблизи этих водоёмов составляла 12 экз./100 м учётного маршрута. В Воронежской области по одним данным вид редок (0,2—5 встреч в год), по другим очень редок. Разлёт имаго от мест выплода широкий, стрекозы в местах, пригодных для кормления, могут встречаться на расстоянии 3—4 км от ближайшего водоёма. В Европейской части России в ряде густонаселённых районов вид, по-видимому, исчез вследствие загрязнения водоёмов. К Северу численность вида резко снижается, на широте Москвы известны лишь единичные встречи дозорщиков в локальных, сильно разобщённых местообитаниях. На большей части ареала вид очень быстро и легко колонизирует пруды, водохранилища и другие вновь создаваемые водоёмы. Естественные лимитирующие факторы в распространении вида — температурный режим водоёмов и конкуренция со стрекозами рода коромысел (Aeshna), многочисленными на северной границе ареала дозорщика. Отрицательные воздействия со стороны человека — загрязнение водоёмов, применение пестицидов.

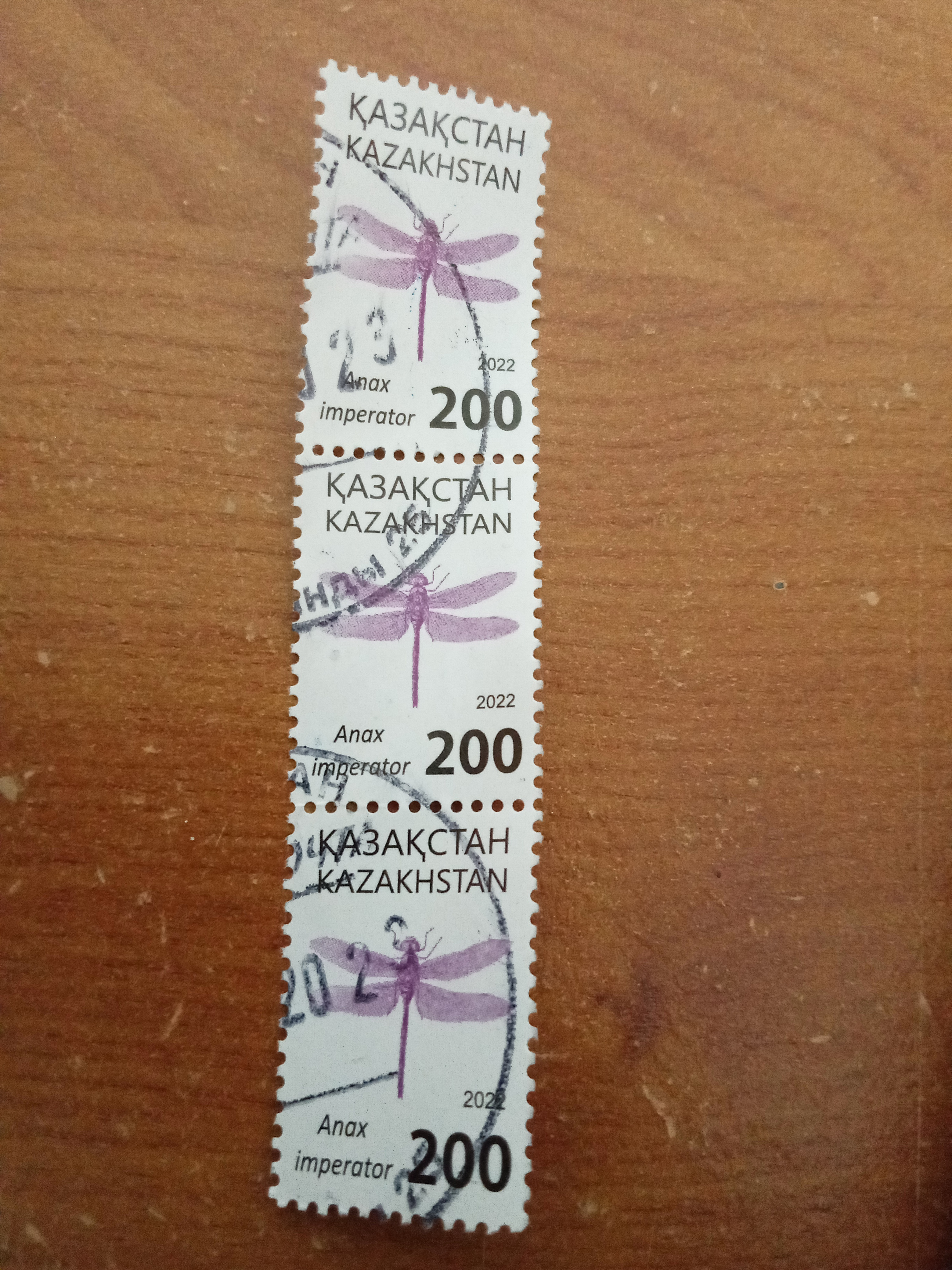
Почтовая марка Казпочты, посвященный anax imperator (дозорщику-императору).

## Источник
Красная книга России: Насекомые